# Mali Beograd
Mali Beograd (cyr. Мали Београд) – wieś w Serbii, w Wojwodinie, w okręgu północnobackim, w gminie Bačka Topola. W 2011 roku liczyła 456 mieszkańców.